# Generalsekretär
Generalsekretär ist eine verbreitete Bezeichnung für eine Führungsposition in einer Organisation. Protokollarisch ist er unterhalb eines Präsidenten oder Vorsitzenden angesiedelt, was allerdings in vielen Verbänden nicht immer den realen Machtverhältnissen und Aufgaben entspricht. Er ist in der Regel Mitglied der Geschäftsführung der Organisation.
In der Regel ist der Generalsekretär Leiter der Verwaltung, der Organisation und in einigen Institutionen der Dienstvorgesetzte der hauptamtlichen Mitarbeiter oder er übernimmt lediglich repräsentative Aufgaben. Während der oft ehrenamtliche Vorstand der Organisation wichtige Grundsatzentscheidungen trifft, ist der Generalsekretär zuständig für das Tagesgeschäft. Gebräuchlich ist die Bezeichnung Generalsekretär in Deutschland beispielsweise bei Parteien und Sportverbänden.
Vergleichbare Amtsbezeichnungen für diese Funktion sind Hauptgeschäftsführer (vor allem bei Verbänden und Kammern) oder auch Generaldirektor (z. B. bei Stiftungen).

## Völkerbund und Vereinte Nationen
Beim Völkerbund (1920 bis 1946) führte der Vorsitzende die Bezeichnung Generalsekretär. Bei den Vereinten Nationen (seit 1945) ist der Generalsekretär der UN der höchste Verwaltungsbeamte des UN-Sekretariats. Seit dem 1. Januar 2017 ist António Guterres der Generalsekretär der Vereinten Nationen.

## Europäische Union
In der Europäischen Union (EU) gibt es das Generalsekretariat des Rates der Europäischen Union in Brüssel, um den Rat der Europäischen Union, seinen Präsidenten, den Europäischen Rat und dessen Präsidenten zu unterstützen. Außerdem besteht in der EU das Generalsekretariat der Europäischen Kommission in Brüssel.

## NATO
Der NATO-Generalsekretär ist der Vorsitzende des Nordatlantikrates und leitet das Generalsekretariat mit dem Internationalen Stab (engl. International Staff, IS). Außerdem übernimmt der Generalsekretär den Vorsitz der Nuklearen Planungsgruppe (engl. Nuclear Planning Group, NPG). Seit 1. Oktober 2024 ist der Niederländer Mark Rutte der NATO-Generalsekretär.

## Arabische Liga
Das Generalsekretariat der Arabischen Liga mit Sitz in Kairo (Ägypten) wird seit 2016 von Generalsekretär Ahmed Aboul Gheit geleitet.

## ASEAN
Der Verband Südostasiatischer Nationen, kurz ASEAN, führt ein Generalsekretariat in Jakarta (Indonesien). Generalsekretär der ASEAN ist seit 1. Januar 2018 Lim Jock Hoi aus Brunei.

## Regierungen und Ministerien
In Österreich sieht das Bundesministeriengesetz vor, dass der jeweilige Ressortchef „mit der zusammenfassenden Behandlung aller zum Wirkungsbereich des Bundesministeriums gehörenden Geschäfte“ einen Generalsekretär betrauen kann. Dieser besitzt gegenüber den (anderen) Sektionsleitern, den regulär höchsten Ministerialbeamten, Weisungsbefugnis.
Ähnliche Regelungen finden sich auch in anderen, vor allem romanischen Staaten. Generalsekretäre bilden als höchste Verwaltungsbeamte in der Regel die Schnittstelle zwischen der politischen Leitung (Minister und parlamentarische Staatssekretäre) und den Abteilungen oder Generaldirektionen oberster Regierungsbehörden wie Ministerien oder Präsidialämter, sofern deren Abteilungen oder vergleichbare Organisationseinheiten nicht zu Hauptabteilungen zusammengefasst werden. Generalsekretäre übernehmen als höchste Verwaltungsbeamte die Funktion eines Amtschefs und eines Beraters der politischen Leitung. Die Ursprünge der ministerialen Generalsekretäre liegen in Frankreich. Eine vergleichbare Aufgabe übernehmen in deutschen Bundesministerien beamtete Staatssekretäre, die je nach Ministerium für zwei oder mehr oder auch alle Abteilungen zuständig sind.

## Politische Parteien in parlamentarischen Systemen
In vielen Parteien unterstützt der Generalsekretär die Arbeit des Parteichefs, auch Vorsitzender oder Parteipräsident genannt. Seine Arbeit ist in Deutschland die eines Hauptgeschäftsführers der jeweiligen Partei, gleichsam der „Prokurist des Parteivorsitzenden“.
Er organisiert die Wahlkämpfe, die Parteitage und Mitgliederentscheide. Des Weiteren kümmert er sich um die Mitgliederwerbung und koordiniert die Zusammenarbeit innerhalb der Partei auf den verschiedenen Hierarchieebenen, angefangen von der Ortsebene bis hin zur Bundespartei-Ebene. Der Generalsekretär arbeitet auch maßgeblich an den Zukunftsstrategien und an der Fortentwicklung der Partei mit. Er ist meist Angestellter der Partei und bezieht von dort sein Gehalt.

### Deutschland
In deutschen Parteien ist es allerdings üblich, dass der Generalsekretär eher die politische Seite der Parteiorganisation übernimmt, die politischen Standpunkte der Partei besonders zugespitzt nach außen vertritt und auch selbst Mitglied des Parteivorstandes ist. Im Gegensatz dazu übernimmt der Bundesgeschäftsführer die interne Organisation der Partei.
Eine solche Struktur findet sich bei:
- Christlich Demokratische Union Deutschlands (CDU)
- Christlich-Soziale Union in Bayern (CSU)
- Freie Demokratische Partei (FDP)
- Sozialdemokratische Partei Deutschlands (SPD) (seit 1999)
- Bündnis Sahra Wagenknecht (BSW)

Die Alternative für Deutschland (AfD) hat bislang keinen Generalsekretär auf Bundesebene.
Bei Bündnis 90/Die Grünen werden politische Positionen traditionell eher von der Doppelspitze im Vorstand nach außen getragen. Die am ehesten vergleichbare Position bei den Grünen ist die eines „politischen Bundesgeschäftsführers“.
Die Linke hat keinen Generalsekretär.

### Schweiz
Generalsekretäre schweizerischer Parteien sind zumeist für die politische Hintergrundarbeit zuständig. Dabei vermitteln sie inner- und außerhalb der Partei und übernehmen auch organisatorische Aufgaben.
Traditionell sind sie nicht Mitglied eines Parlamentes oder sonstiger politischer Organe.

### Andere Länder
In verschiedenen anderen Ländern, etwa Spanien und Italien, ist es üblich, dass der Vorsitzende einer Partei lediglich repräsentative Aufgaben erfüllt, während die eigentliche Parteileitung beim Generalsekretär liegt. Häufig übernimmt dann ein Vizegeneralsekretär die Funktionen, die in Deutschland der Generalsekretär erfüllt. Auch österreichische Parteien haben oft neben dem Parteivorsitzenden bzw. Bundesparteiobmann und dem Bundesgeschäftsführer einen oder mehrere Generalsekretäre.

## Kommunistische Parteien im Sowjetsystem
Der Generalsekretär der kommunistischen Parteien im Sowjetsystem war der Vorsitzende des Sekretariats des Zentralkomitees und hatte durch seine herausragende Stellung im Parteiapparat (u. a. im Politbüro) große Entscheidungsbefugnisse, die sich auf das ganze Land auswirkten.

### Sowjetunion
Das Amt eines Generalsekretärs wurde in der Kommunistischen Partei der Sowjetunion 1922 neu geschaffen, erster Amtsinhaber wurde Josef Stalin. Dieser baute sein Amt im Laufe weniger Jahre zum wichtigsten in der Partei und im Staat aus und verlieh ihm diktatorische Vollmachten. Ab 1934 war Stalins Machtstellung derart unumstritten, dass keine gesonderte Bestätigung im Amt des Generalsekretärs mehr erfolgte.
Obwohl Stalin bis 1941 kein anderes Amt innehatte, insbesondere kein offizielles Staatsamt, war er der mächtigste Mann der Sowjetunion; Staatsämter, wie das des Regierungschefs (Vorsitzender des Rates der Volkskommissare) oder des Staatsoberhauptes (Vorsitzender des Präsidiums des Obersten Sowjets), wurden nach seiner Entscheidung an Gefolgsleute vergeben. Damit wurde die Stelle des Generalsekretärs zur De-facto-Diktatur, wobei das ZK mal mehr, mal weniger Mitspracherecht hatte. 1941 übernahm Stalin zusätzlich das Amt des Regierungschefs und wurde in der Folge meist als „Vorsitzender des Rates der Volkskommissare“ (1941–1946), Marschall (ab 1943) oder Generalissimus (ab 1945) betitelt.
Nach Stalins Tod 1953 wurde zunächst auf den Titel Generalsekretär verzichtet: Georgi Malenkow, der als ranghöchster Sekretär des Zentralkomitees zunächst die Geschäfte leitete, führte halboffiziell die Bezeichnung Erster Sekretär, die ab 7. September 1953 als offizieller Titel des Parteichefs übernommen wurde und von Nikita Chruschtschow und nach dessen Sturz 1964 von Leonid Breschnew geführt wurde. Ab 1966 wurde das höchste Parteiamt wiederum als Generalsekretär bezeichnet.

### DDR
Nach dem Zweiten Weltkrieg wurde auch in den anderen Ostblockstaaten ein ähnliches Regierungssystem eingeführt. In der damaligen Sowjetischen Besatzungszone (SBZ) wurde 1946 durch die Zwangsvereinigung von SPD und KPD die Sozialistische Einheitspartei Deutschlands (SED) gegründet. 1949 entstand aus der SBZ im Oktober 1949 die DDR, in der die SED ein Machtmonopol innehatte. 
Als Leiter der Parteiorganisation übertraf der Generalsekretär Walter Ulbricht (ab 24. Juli 1950) die beiden Parteivorsitzenden, Wilhelm Pieck (1949–1960 erster Staatspräsident der DDR) und Otto Grotewohl (1949–1964 erster Ministerpräsident) an Macht. Ab 1960 übernahm Ulbricht als Staatsratsvorsitzender auch nominell das Amt des Staatsoberhaupts. Die Machtstellung des höchsten Parteiamtes, welches von 1953 bis 1976 nach sowjetischem Vorbild als Erster Sekretär bezeichnet wurde, setzte sich auch unter Ulbrichts Nachfolgern fort.

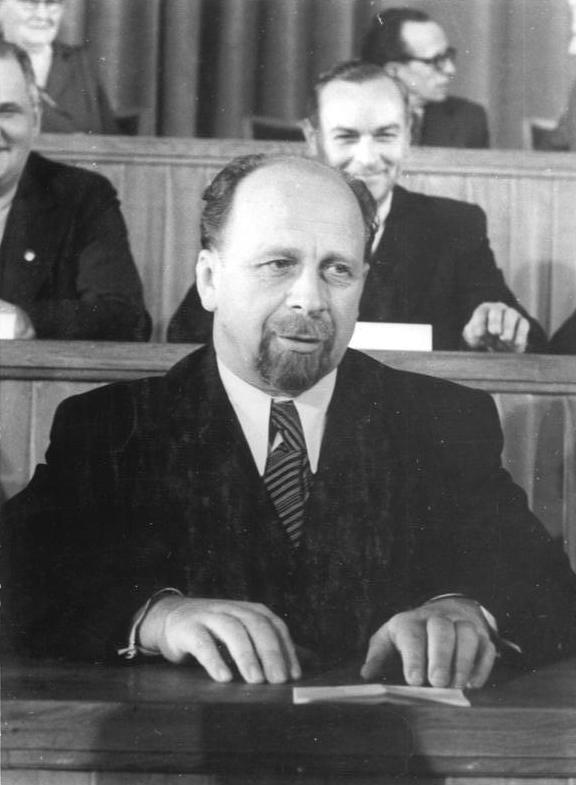
Walter Ulbricht (1950–1971)
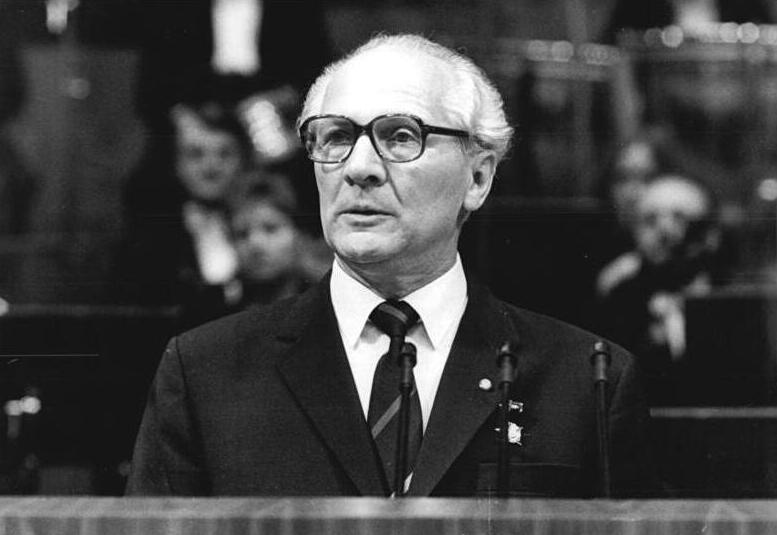
Erich Honecker (1971–1989)
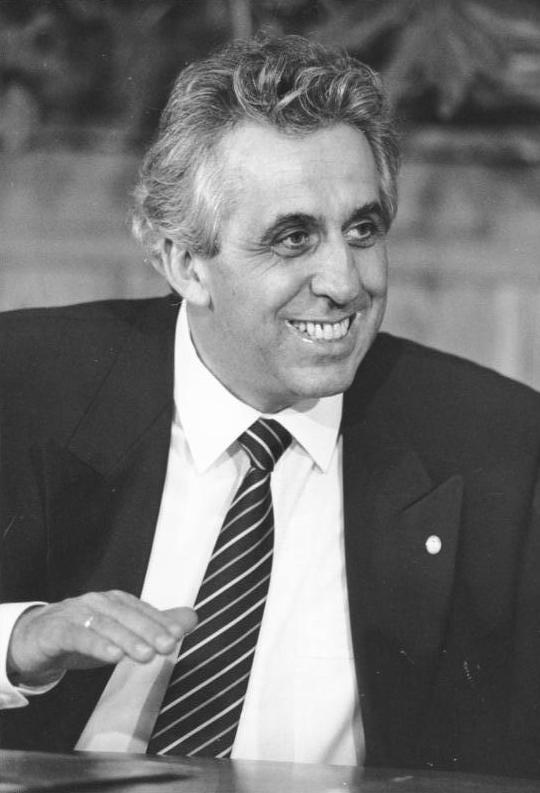
Egon Krenz (1989)

## Aktuelle kommunistische Parteien an der Macht
| Offizieller Titel                                         | Aktueller Inhaber   | seit              |
| --------------------------------------------------------- | ------------------- | ----------------- |
| Generalsekretär der Kommunistischen Partei Chinas         | Xi Jinping          | 15. November 2012 |
| Erster Sekretär der Partei der Arbeit Koreas              | Kim Jong-un         | 17. Dezember 2011 |
| Generalsekretär der Kommunistischen Partei Vietnams       | Tô Lâm              | 03. August 2024   |
| Generalsekretär der laotischen Revolutionären Volkspartei | Thongloun Sisoulith | 15. Januar 2021   |
| Erster Sekretär der Kommunistischen Partei Kubas          | Miguel Díaz-Canel   | 19. April 2021    |

## Sportverbände
In Sportverbänden ist der Generalsekretär zumeist der höchste hauptamtliche Mitarbeiter und als Leiter der Verbandsverwaltung der Vorgesetzte aller hauptamtlich Angestellten. 